# Canton de Gignac
Le canton de Gignac est une circonscription électorale française située dans le département de l'Hérault, dans l'Arrondissement de Lodève.

## Histoire
Un nouveau découpage territorial de l'Hérault (département) entre en vigueur à l'occasion des élections départementales de 2015. Il est défini par le décret du 26 février 2014, en application des lois du 17 mai 2013 (loi organique 2013-402 et loi 2013-403). Les conseillers départementaux sont, à compter de ces élections, élus au scrutin majoritaire binominal mixte. Les électeurs de chaque canton élisent au Conseil départemental, nouvelle appellation du Conseil général, deux membres de sexe différent, qui se présentent en binôme de candidats. Les conseillers départementaux sont élus pour 6 ans au scrutin binominal majoritaire à deux tours, l'accès au second tour nécessitant 12,5 % des inscrits au 1er tour. En outre la totalité des conseillers départementaux est renouvelée. Ce nouveau mode de scrutin nécessite un redécoupage des cantons dont le nombre est divisé par deux avec arrondi à l'unité impaire supérieure si ce nombre n'est pas entier impair, assorti de conditions de seuils minimaux. Dans l'Hérault, le nombre de cantons passe ainsi de 49 à 25.
À la suite du redécoupage cantonal de 2014, les limites territoriales du canton sont remaniées. Le nombre de communes du canton passe de 21 à 28.

## Représentation

### Conseillers généraux de 1833 à 2015
| Période | Période      | Identité                  | Étiquette           | Qualité |
| ------- | ------------ | ------------------------- | ------------------- | --- |
| 1833    | 1848         | Pierre Barral (1791-1870) |                     | Avocat à Gignac |
| 1848    | 1852         | Joseph-Jacques Fabre      | Républicain         | Médecin Maire de Gignac |
| 1852    | 1871         | Brutus Cazelles           | Bonapartiste        | Ancien aide de camp, propriétaire à Montagnac Député (1848-1849, 1854-1870)                                                         |
| 1871    | 1875 (décès) | Joseph-Jacques Fabre      | Républicain         | Médecin Maire de Gignac |
| 1875    | 1883         | Alfred Gaspard Rousset    | Droite monarchiste  | Entrepreneur (commerce de laine) maire de Lagamas                                                                                   |
| 1883    | 1885 (décès) | Gustave Fournier          | Républicain radical | Maire du Pouget |
| 1885    | 1895         | Albin Heulz               | Rad.                | Maire de Saint-André-de-Sangonis (1876-1888), conseiller d'arrondissement                                                           |
| 1895    | 1907         | Philémon Vidal            | Républicain         | Maire de Vendémian, conseiller d'arrondissement                                                                                     |
| 1907    | 1919         | Emile Lardat              |                     | Maire de Saint-Pargoire |
| 1919    | 1938 (décès) | Paul Pelisse              | Rad.                | Pharmacien Maire de Paulhan Député (1906-1914) Sénateur (1920-1938)                                                                 |
| 1938    | 1940         | Vincent Badie             | Rad.                | Avocat - Député (1936-1942) Maire de Paulhan (1938-1941) Ancien conseiller général du Canton de Montpellier-3                       |
|         |              |                           |                     | |
| 1942    | 1945         | Xavier Lapeyre            |                     | Maire de Gignac (1941-1944) Nommé conseiller départemental en 1942                                                                  |
|         |              |                           |                     | |
| 1945    | 1964         | Vincent Badie             | Rad.                | Député (1936-1942 et 1945-1958) Maire de Paulhan (1938-1941 et 1944-1971) Ministre (1955-1956 et 1958)                              |
| 1964    | 1982         | Gilbert Sénès             | SFIO puis PS        | Secrétaire d'association agricole Maire de Gignac Député (1967-1968 et 1973-1986)                                                   |
| 1982    | 2015         | Louis Villaret            | PS puis DVG         | Enseignant Maire du Pouget (1977-2020) Président de la Communauté de communes Vallée de l'Hérault Vice-président du Conseil général |

### Conseillers d'arrondissement (de 1833 à 1940)
Le canton de Gignac avait deux conseillers d'arrondissement.
| Période                                  | Période      | Identité                                 | Étiquette           | Qualité |
| ---------------------------------------- | ------------ | ---------------------------------------- | ------------------- | --- |
| 1833                                     | 1845         | Jacques Simon Lautier                    |                     | Juge de paix, Gignac                                                                                        |
| 1833                                     | 1848         | Jacques Antoine Pons (1784-1861)         |                     | Notaire royal, maire de Gignac                                                                              |
| 1845                                     | 1871         | Pierre Jacques Olympie Augé-Marquez fils |                     | Avocat, propriétaire à Plaissan                                                                             |
| 1848                                     | 1861         | Pierre Reynes                            |                     | Propriétaire à Montpeyroux                                                                                  |
| 1861                                     | 1871         | Gustave Pons                             |                     | Juge à Lodève                                                                                               |
| 1871                                     | 1877         | Édouard Fagès                            |                     | Maire de Puilacher                                                                                          |
| 1871                                     | 1877         | Hippolyte Lonjon                         |                     | Maire de Montpeyroux                                                                                        |
| 1877                                     |              | M. Arnaud                                | Conservateur        | Notaire, maire de Gignac                                                                                    |
| 1877                                     |              | M. Gilodes                               | Conservateur        | Propriétaire à Tressan                                                                                      |
|                                          |              |                                          |                     | |
|                                          | 1885         | Albin Heulz                              | Radical             | Maire de Saint-André-de-Sangonis                                                                            |
| 1885                                     | 1919         | Pierre-Léonard Honoré Remézy             | Républicain Radical | Maire de Gignac                                                                                             |
| 1889                                     | 1895         | Philémon Vidal                           | Républicain         | Maire de Vendémian                                                                                          |
| 1895                                     | 1919         | Paul Hérail                              | Radical             | Propriétaire à Saint-André-de-Sangonis                                                                      |
| 1919                                     | 1928         | Paul Visseq (1882-1950)                  | Radical puis SFIO   | Propriétaire à Saint-André-de-Sangonis                                                                      |
| 1919                                     | 1928         | Joseph Hippolyte Villaret                | Radical             | Président de la Société de secours mutuel de Gignac, Président du Conseil d'arrondissement                  |
| 1928                                     | 1934         | Gaston Brès                              | Union républicaine  | Maire de Saint-Jean-de-Fos                                                                                  |
| 1928                                     | 1940         | Jean Albin Heulz                         | Radical             | Adjoint au maire de Saint-André-de-Sangonis                                                                 |
| 1934                                     | 1938 (décès) | Gaston Barral (1883-1938)                | Union républicaine  | Propriétaire au Pouget                                                                                      |
| 1938                                     | 1940         | Louis Gazagnes (1881-1969)               | Radical             | Agriculteur, maire de Bélarga                                                                               |
| 1940                                     |              |                                          |                     | Les conseils d'arrondissement ont été suspendus par la loi du 12 octobre 1940 et n'ont jamais été réactivés |
| Les données manquantes sont à compléter. |              |                                          |                     | |

### Conseillers départementaux à partir de 2015
| Période élective | Période élective | Mandat | Mandat           | Identité           | Nuance | Nuance | Qualité |
| ---------------- | ---------------- | ------ | ---------------- | ------------------ | ------ | ------ | --- |
| 2015             | 2021             | 2015   | 2021             | Nicole Morère      |        | DVG    | Conseillère municipale d'Aniane, première adjointe depuis 2020 Vice-présidente du Conseil départemental de l'Hérault |
| 2015             | 2021             | 2015   | 2017 (démission) | Louis Villaret     |        | DVG    | Maire du Pouget (1977-2020)                                                                                          |
| 2015             | 2021             | 2017   | 2021             | Jean-François Soto |        | DVG    | Maire de Gignac depuis 2014                                                                                          |
| 2021             | 2028             | 2021   | en cours         | Nicole Morere      |        | DVG    | 1ère adjointe au maire d'Aniane, 10ème Vice-présidente déléguée à l'administration générale et aux moyens            |
| 2021             | 2028             | 2021   | en cours         | Jean-François Soto |        | DVG    | Maire de Gignac |

### Résultats détaillés

#### Élections de mars 2015
À l'issue du 1er tour des élections départementales de 2015, deux binômes sont en ballottage : Monique Guignard et Alexis Pescher (FN, 31,59 %) et Nicole Morere et Louis Villaret (DVG, 31,43 %). Le taux de participation est de 53,86 % (14 890 votants sur 27 644 inscrits) contre 51,87 % au niveau départemental et 50,17 % au niveau national.
Au second tour, Nicole Morere et Louis Villaret (DVG) sont élus avec 61,61 % des suffrages exprimés et un taux de participation de 56,44 % (8 836 voix pour 15 603 votants et 27 646 inscrits).
Le 29 janvier 2017, à l'occasion de ses vœux, Louis Villaret annonce sa démission de son mandat de conseiller départemental au profit de son suppléant, Jean-François Soto, maire de Gignac.

#### Élections de juin 2021
Le premier tour des élections départementales de 2021 est marqué par un très faible taux de participation (33,26 % au niveau national). Dans le canton de Gignac, ce taux de participation est de 36,64 % (11 191 votants sur 30 541 inscrits) contre 33,27 % au niveau départemental. À l'issue de ce premier tour, deux binômes sont en ballottage : Nicole Morere et Jean-François Soto (DVG, 50,8 %) et Martine Herbaut et Loïc Teyssier (RN, 30 %).
Le second tour des élections est marqué une nouvelle fois par une abstention massive équivalente au premier tour. Les taux de participation sont de 34,36 % au niveau national, 34,7 % dans le département et 36,9 % dans le canton de Gignac. Nicole Morere et Jean-François Soto (DVG) sont élus avec 69,73 % des suffrages exprimés (7 439 voix pour 11 272 votants et 30 546 inscrits),,. 

## Composition

### Composition avant 2015

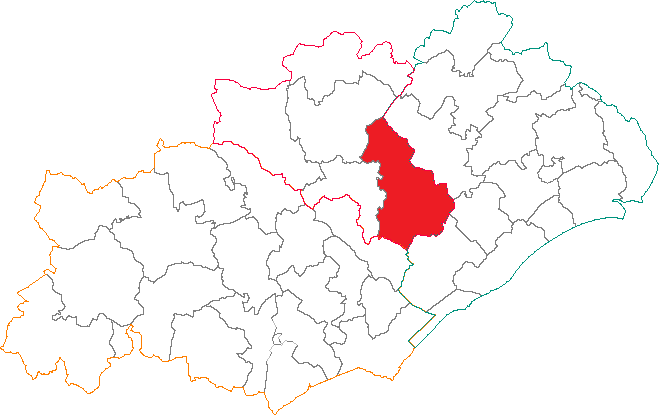
Situation du canton de Gignac dans le département de l'Hérault avant 2015.

Avant le redécoupage cantonal de 2014, l'ancien canton de Gignac regroupait vingt et une communes.
| Nom                        | Code Insee | Codepostal | Superficie (km2) | Population (dernière pop. légale) | Densité (hab./km2) |
| -------------------------- | ---------- | ---------- | ---------------- | --------------------------------- | ------------------ |
| Gignac (chef-lieu)         | 34114      | 34150      | 29,85            | 5 654 (2012)                      | 189                |
| Arboras                    | 34011      | 34150      | 6,73             | 107 (2012)                        | 16                 |
| Aumelas                    | 34016      | 34230      | 58,26            | 504 (2012)                        | 8,7                |
| Bélarga                    | 34029      | 34230      | 4,13             | 452 (2012)                        | 109                |
| Campagnan                  | 34047      | 34230      | 3,75             | 609 (2012)                        | 162                |
| Jonquières                 | 34122      | 34725      | 2,05             | 393 (2012)                        | 192                |
| Lagamas                    | 34125      | 34150      | 4,52             | 110 (2012)                        | 24                 |
| Le Pouget                  | 34210      | 34230      | 13,91            | 1 823 (2012)                      | 131                |
| Montpeyroux                | 34173      | 34150      | 22,42            | 1 274 (2012)                      | 57                 |
| Plaissan                   | 34204      | 34230      | 5,79             | 961 (2012)                        | 166                |
| Popian                     | 34208      | 34230      | 5,86             | 351 (2012)                        | 60                 |
| Pouzols                    | 34215      | 34230      | 2,96             | 867 (2012)                        | 293                |
| Puilacher                  | 34222      | 34230      | 2,68             | 427 (2012)                        | 159                |
| Saint-André-de-Sangonis    | 34239      | 34725      | 19,60            | 5 586 (2012)                      | 285                |
| Saint-Bauzille-de-la-Sylve | 34241      | 34230      | 8,63             | 837 (2012)                        | 97                 |
| Saint-Guiraud              | 34262      | 34725      | 6,07             | 210 (2012)                        | 35                 |
| Saint-Jean-de-Fos          | 34267      | 34150      | 14,19            | 1 567 (2012)                      | 110                |
| Saint-Pargoire             | 34281      | 34230      | 23,77            | 2 147 (2012)                      | 90                 |
| Saint-Saturnin-de-Lucian   | 34287      | 34725      | 9,83             | 310 (2012)                        | 32                 |
| Tressan                    | 34313      | 34230      | 3,92             | 572 (2012)                        | 146                |
| Vendémian                  | 34328      | 34230      | 16,89            | 1 076 (2012)                      | 64                 |

### Composition depuis 2015
Le nouveau canton de Gignac est composé de vingt-huit communes entières.
| Nom                            | Code Insee | Intercommunalité       | Superficie (km2) | Population (dernière pop. légale) | Densité (hab./km2) | Modifier                                    |
| ------------------------------ | ---------- | ---------------------- | ---------------- | --------------------------------- | ------------------ | ------------------------------------------- |
| Gignac (bureau centralisateur) | 34114      | CC Vallée de l'Hérault | 29,85            | 6 713 (2022)                      | 225                | modifier les données · modifier les données |
| Aniane                         | 34010      | CC Vallée de l'Hérault | 30,34            | 2 956 (2022)                      | 97                 | modifier les données · modifier les données |
| Arboras                        | 34011      | CC Vallée de l'Hérault | 6,73             | 104 (2022)                        | 15                 | modifier les données · modifier les données |
| Argelliers                     | 34012      | CC Vallée de l'Hérault | 50,29            | 971 (2022)                        | 19                 | modifier les données · modifier les données |
| Aumelas                        | 34016      | CC Vallée de l'Hérault | 58,26            | 582 (2022)                        | 10,0               | modifier les données · modifier les données |
| Bélarga                        | 34029      | CC Vallée de l'Hérault | 4,13             | 662 (2022)                        | 160                | modifier les données · modifier les données |
| La Boissière                   | 34035      | CC Vallée de l'Hérault | 24,45            | 1 054 (2022)                      | 43                 | modifier les données · modifier les données |
| Campagnan                      | 34047      | CC Vallée de l'Hérault | 3,75             | 719 (2022)                        | 192                | modifier les données · modifier les données |
| Jonquières                     | 34122      | CC Vallée de l'Hérault | 2,05             | 588 (2022)                        | 287                | modifier les données · modifier les données |
| Lagamas                        | 34125      | CC Vallée de l'Hérault | 4,52             | 110 (2022)                        | 24                 | modifier les données · modifier les données |
| Montarnaud                     | 34163      | CC Vallée de l'Hérault | 27,53            | 4 186 (2022)                      | 152                | modifier les données · modifier les données |
| Montpeyroux                    | 34173      | CC Vallée de l'Hérault | 22,42            | 1 418 (2022)                      | 63                 | modifier les données · modifier les données |
| Plaissan                       | 34204      | CC Vallée de l'Hérault | 5,79             | 1 610 (2022)                      | 278                | modifier les données · modifier les données |
| Popian                         | 34208      | CC Vallée de l'Hérault | 5,86             | 368 (2022)                        | 63                 | modifier les données · modifier les données |
| Le Pouget                      | 34210      | CC Vallée de l'Hérault | 13,91            | 2 101 (2022)                      | 151                | modifier les données · modifier les données |
| Pouzols                        | 34215      | CC Vallée de l'Hérault | 2,96             | 956 (2022)                        | 323                | modifier les données · modifier les données |
| Puéchabon                      | 34221      | CC Vallée de l'Hérault | 31,26            | 507 (2022)                        | 16                 | modifier les données · modifier les données |
| Puilacher                      | 34222      | CC Vallée de l'Hérault | 2,68             | 644 (2022)                        | 240                | modifier les données · modifier les données |
| Saint-André-de-Sangonis        | 34239      | CC Vallée de l'Hérault | 19,60            | 6 364 (2022)                      | 325                | modifier les données · modifier les données |
| Saint-Bauzille-de-la-Sylve     | 34241      | CC Vallée de l'Hérault | 8,63             | 938 (2022)                        | 109                | modifier les données · modifier les données |
| Saint-Guilhem-le-Désert        | 34261      | CC Vallée de l'Hérault | 38,64            | 243 (2022)                        | 6,3                | modifier les données · modifier les données |
| Saint-Guiraud                  | 34262      | CC Vallée de l'Hérault | 6,07             | 273 (2022)                        | 45                 | modifier les données · modifier les données |
| Saint-Jean-de-Fos              | 34267      | CC Vallée de l'Hérault | 14,19            | 1 743 (2022)                      | 123                | modifier les données · modifier les données |
| Saint-Pargoire                 | 34281      | CC Vallée de l'Hérault | 23,77            | 2 438 (2022)                      | 103                | modifier les données · modifier les données |
| Saint-Paul-et-Valmalle         | 34282      | CC Vallée de l'Hérault | 12,72            | 1 367 (2022)                      | 107                | modifier les données · modifier les données |
| Saint-Saturnin-de-Lucian       | 34287      | CC Vallée de l'Hérault | 9,83             | 289 (2022)                        | 29                 | modifier les données · modifier les données |
| Tressan                        | 34313      | CC Vallée de l'Hérault | 3,92             | 688 (2022)                        | 176                | modifier les données · modifier les données |
| Vendémian                      | 34328      | CC Vallée de l'Hérault | 16,89            | 1 157 (2022)                      | 69                 | modifier les données · modifier les données |
| Canton de Gignac               | 3409       |                        | 481,04           | 41 749 (2022)                     | 87                 | modifier les données                        |

## Démographie

### Démographie avant 2015
| 1962   | 1968   | 1975   | 1982   | 1990   | 1999   | 2006   | 2011   | 2012   |
| ------ | ------ | ------ | ------ | ------ | ------ | ------ | ------ | ------ |
| 13 877 | 14 242 | 13 295 | 13 989 | 16 017 | 18 254 | 22 620 | 25 318 | 25 837 |

### Démographie depuis 2015
En 2022, le canton comptait 41 749 habitants, en évolution de +9,96 % par rapport à 2016 (Hérault : +7,49 %, France hors Mayotte : +2,11 %).
| 2013   | 2018   | 2022   |
| ------ | ------ | ------ |
| 35 566 | 39 499 | 41 749 |

## Galerie photographique

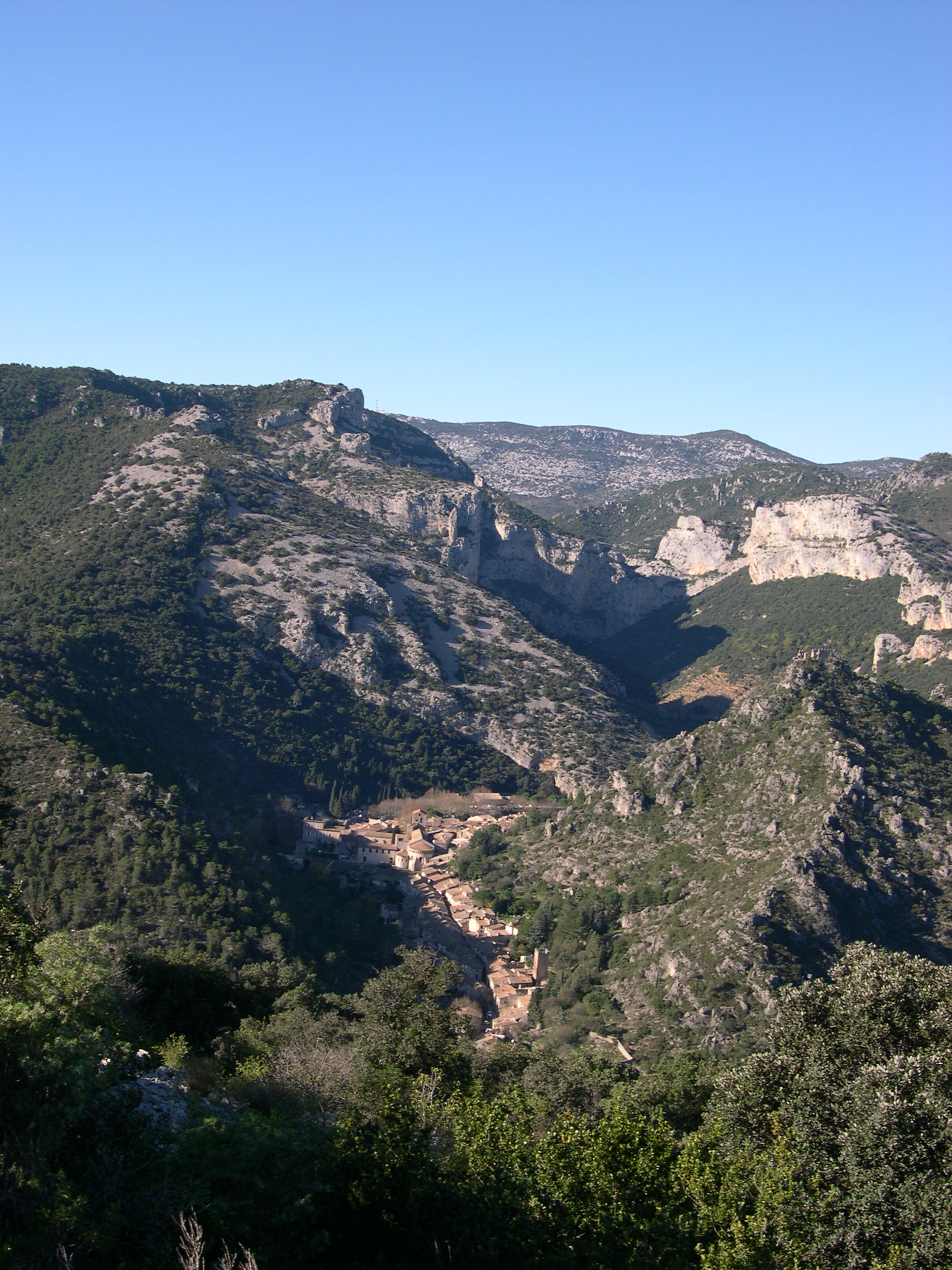
Vue générale de Saint-Guilhem-le-Désert.
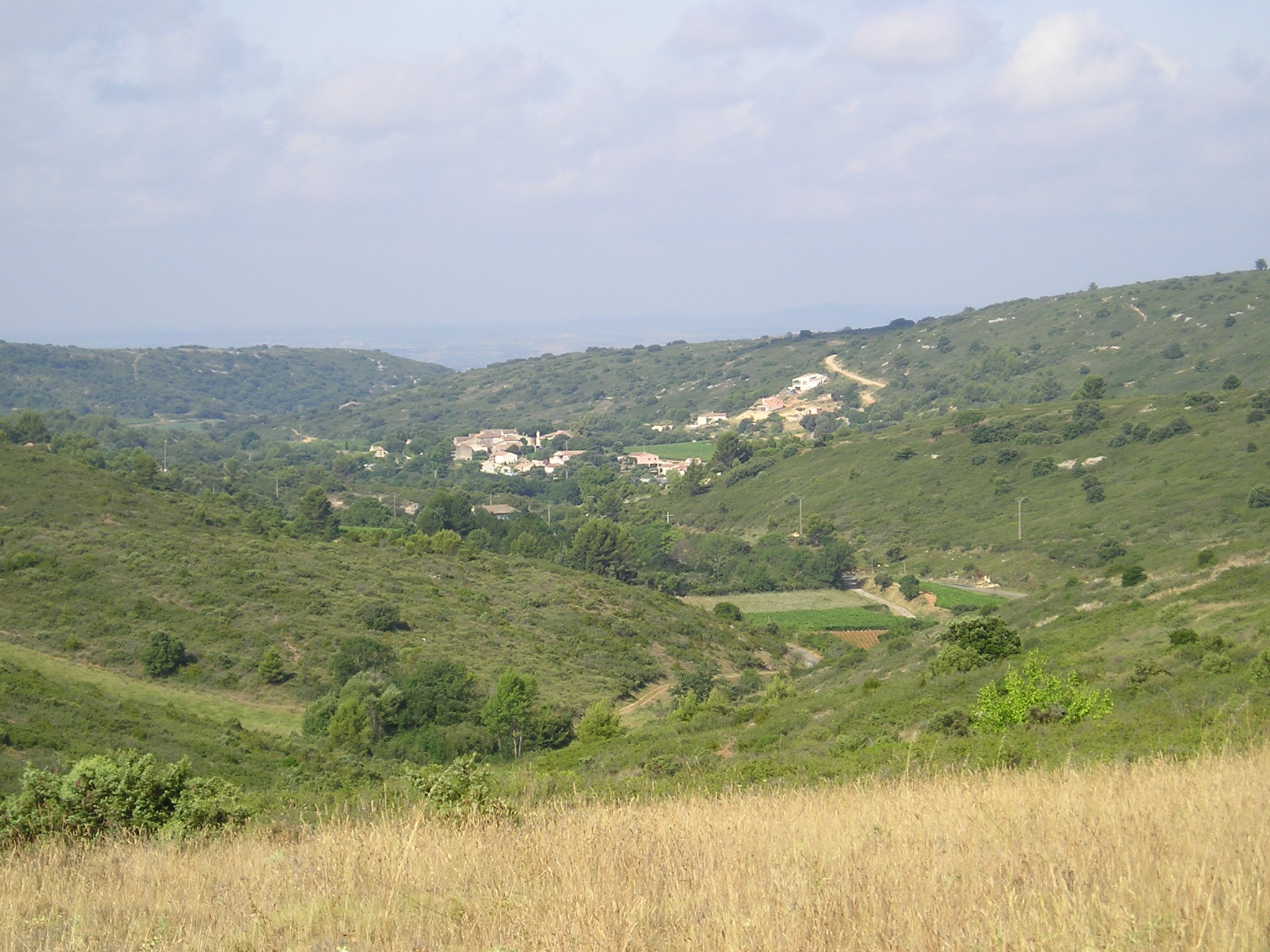
Le hameau du Mas-d'Arnaud, principale localité de la commune d'Aumelas.
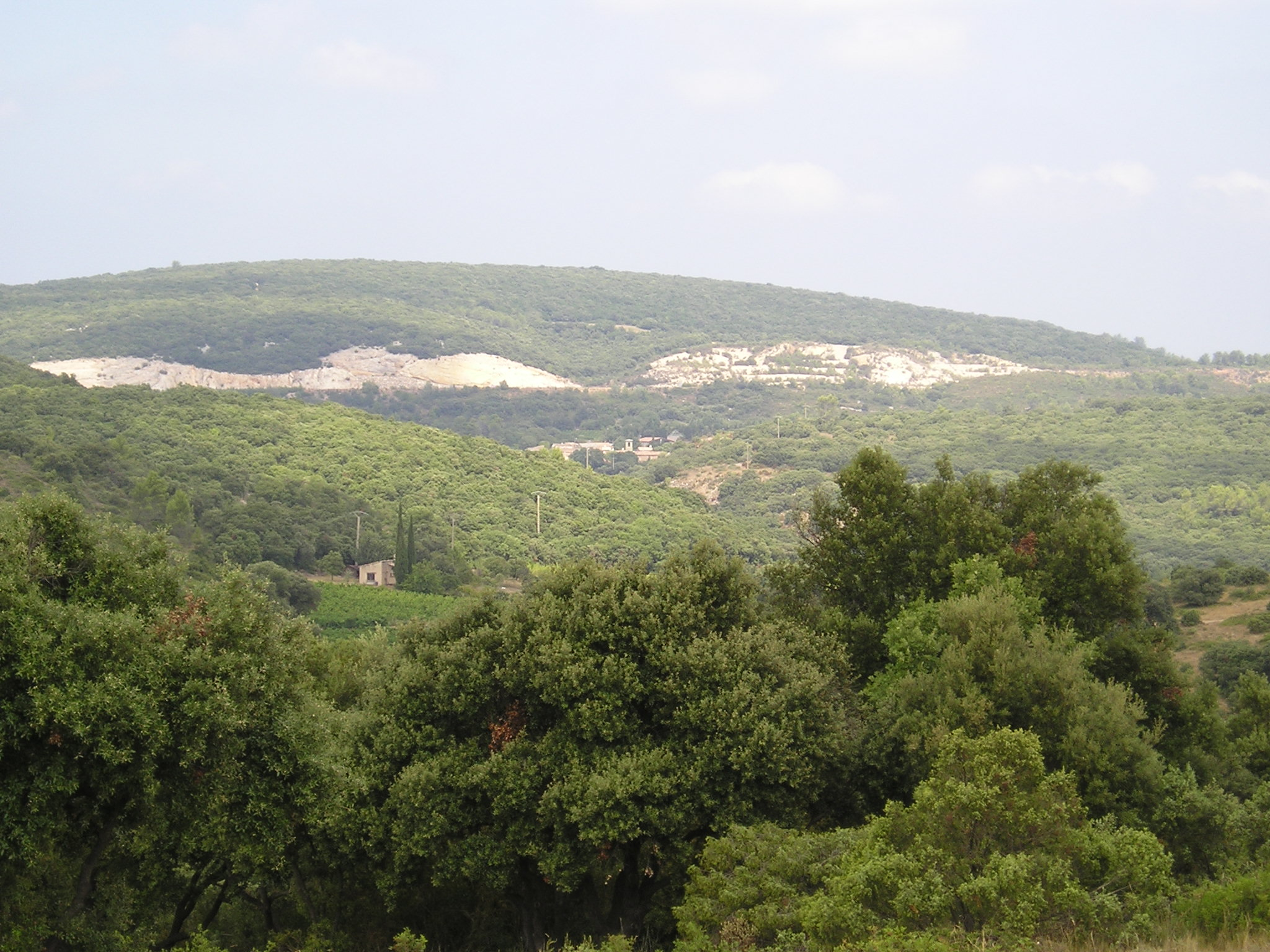
Vue du hameau de Saint-Paul depuis la route d'accès au hameau de Valmalle sur la commune de Saint-Paul-et-Valmalle.
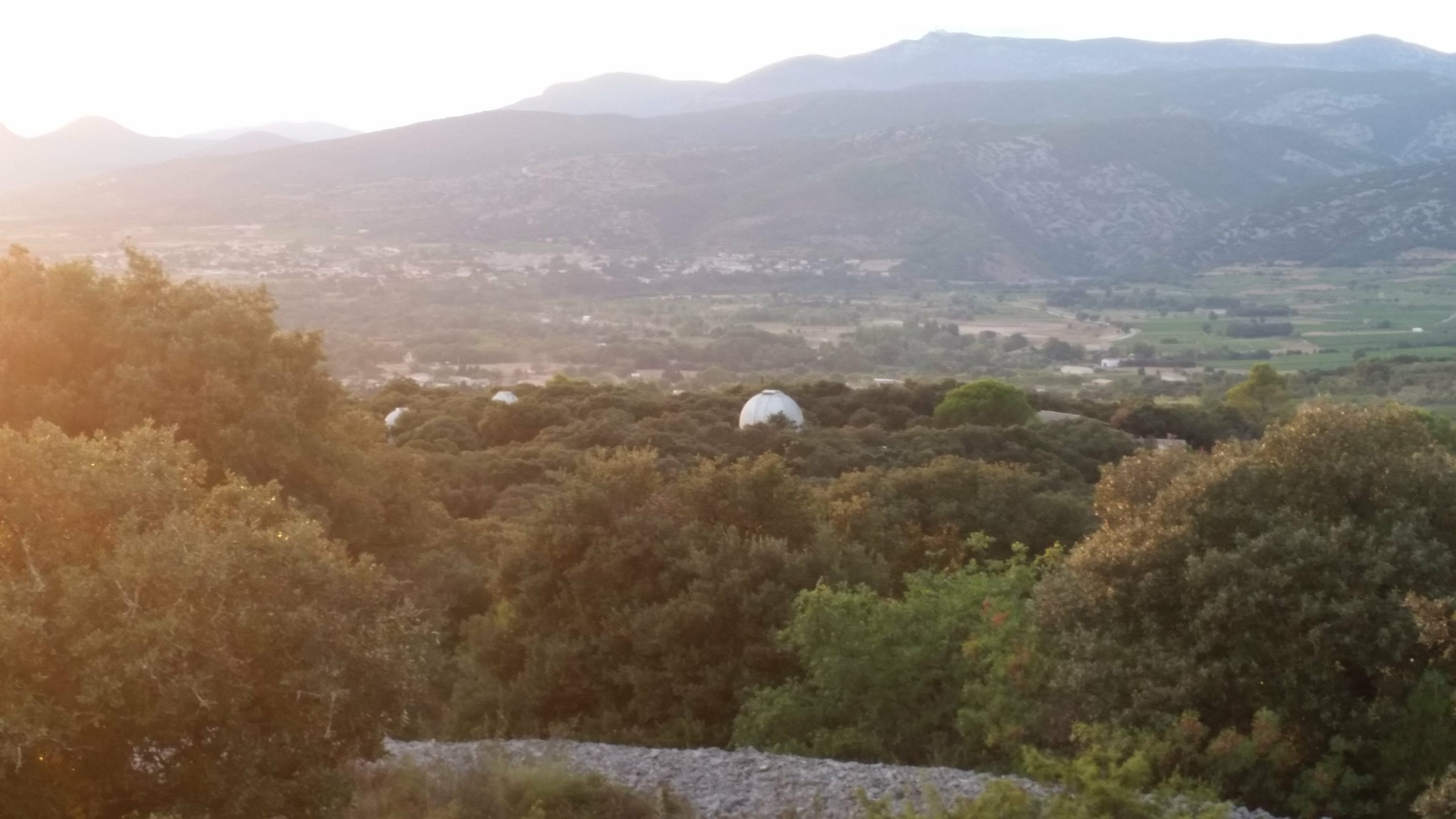
L'observatoire astronomique d'Aniane.
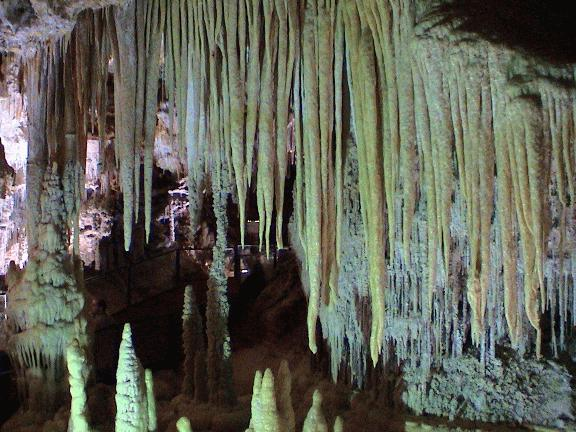
La Grotte de Clamouse, à Saint-Jean-de-Fos.
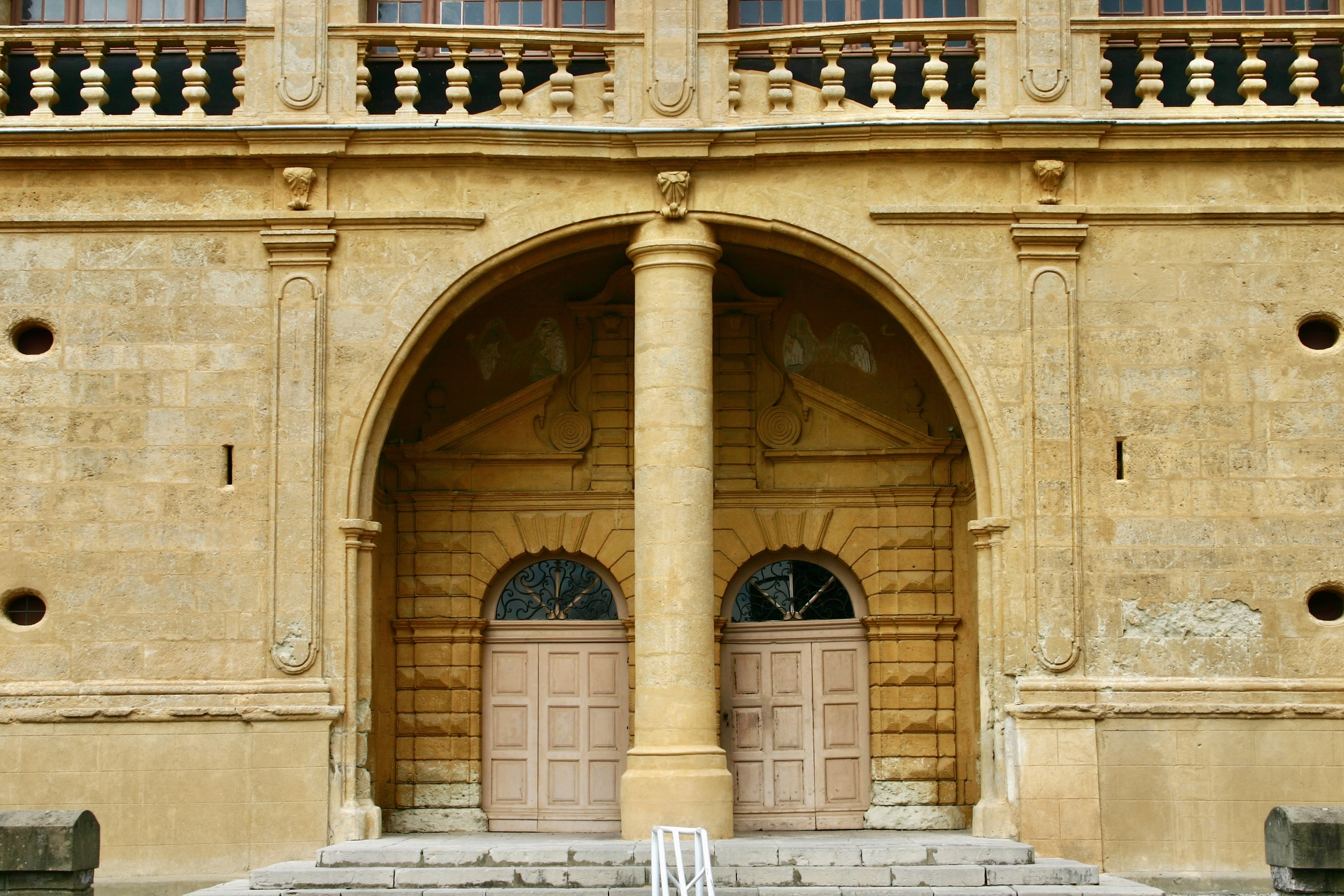
L'église Notre-Dame-de-Grâce de Gignac.